# Louis Debras

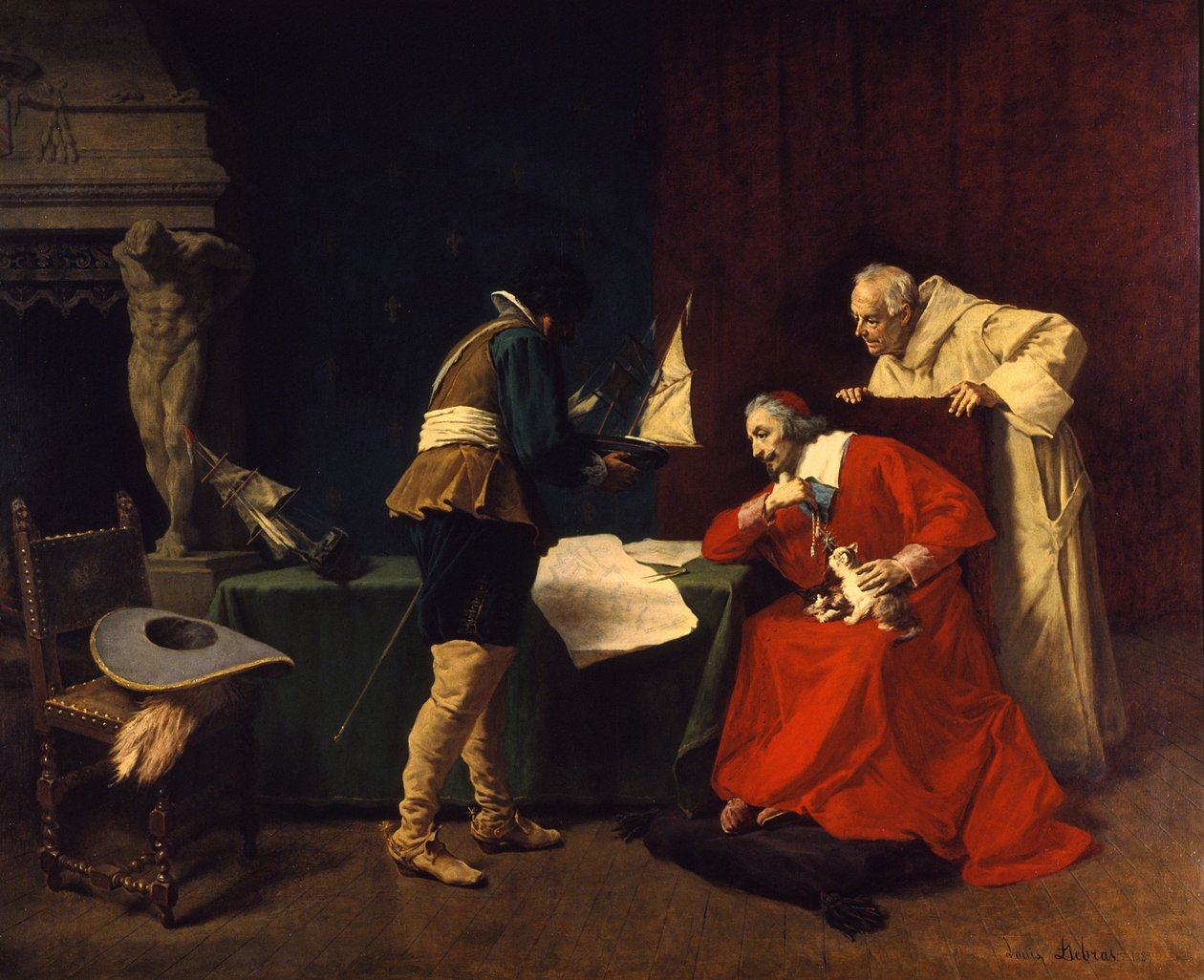
Richelieu studiert Angriffspläne für die Belagerung von La Rochelle

Louis Jules Achille Debras (* 3. Oktober 1819 in Péronne; † 1. Februar 1899 in Paris) war ein französischer Maler. Bekannt wurde er durch seine Teilnahme an der Ersten Impressionisten-Ausstellung 1874 in Paris. 

## Leben und Werk

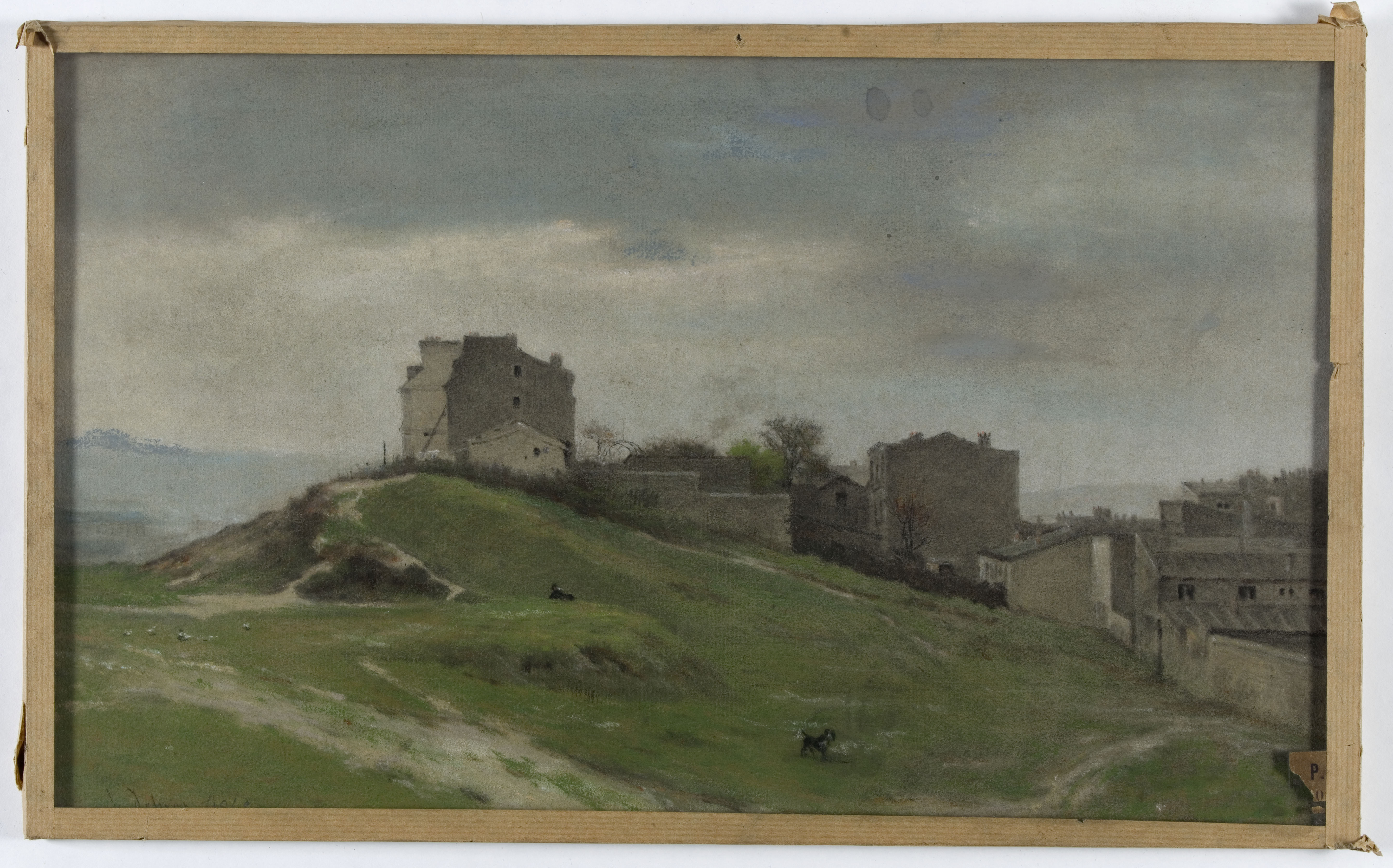
Ansicht von Montmartre, in der Nähe der Moulin de la Galette, 1849. Musée Carnavalet, Paris

Obwohl Louis Debras zu seiner Zeit sehr geschätzt wurde, ist er heute weitgehend in Vergessenheit geraten. Sein Werk umfasst ein breites Themenspektrum: Porträts, Figurenbilder, Historienbilder, Stillleben sowie zahlreiche Landschaften.
Louis Debras war Schüler von Auguste Dehaussy in seiner Heimatstadt Péronne. In Paris, wo er von 1843 bis 1896 jährlich im Salon de Paris ausstellte, wurde er schnell ein anerkannter Künstler. In Madrid, wo er sich sechs Jahre lang aufhielt, stellte er 1850, 1851 und 1856 in der Königlichen Akademie der Schönen Künste San Fernando die Genreszenen Galant Propos, Le Cardinal und Étude de paysan aus.
Louis Debras war einer der ältesten Teilnehmer der Ersten Impressionisten-Ausstellung von 1874 und stellte 4 Gemälde aus (Katalognummern 50–53). Keines dieser Gemälde konnte bisher identifiziert werden. 

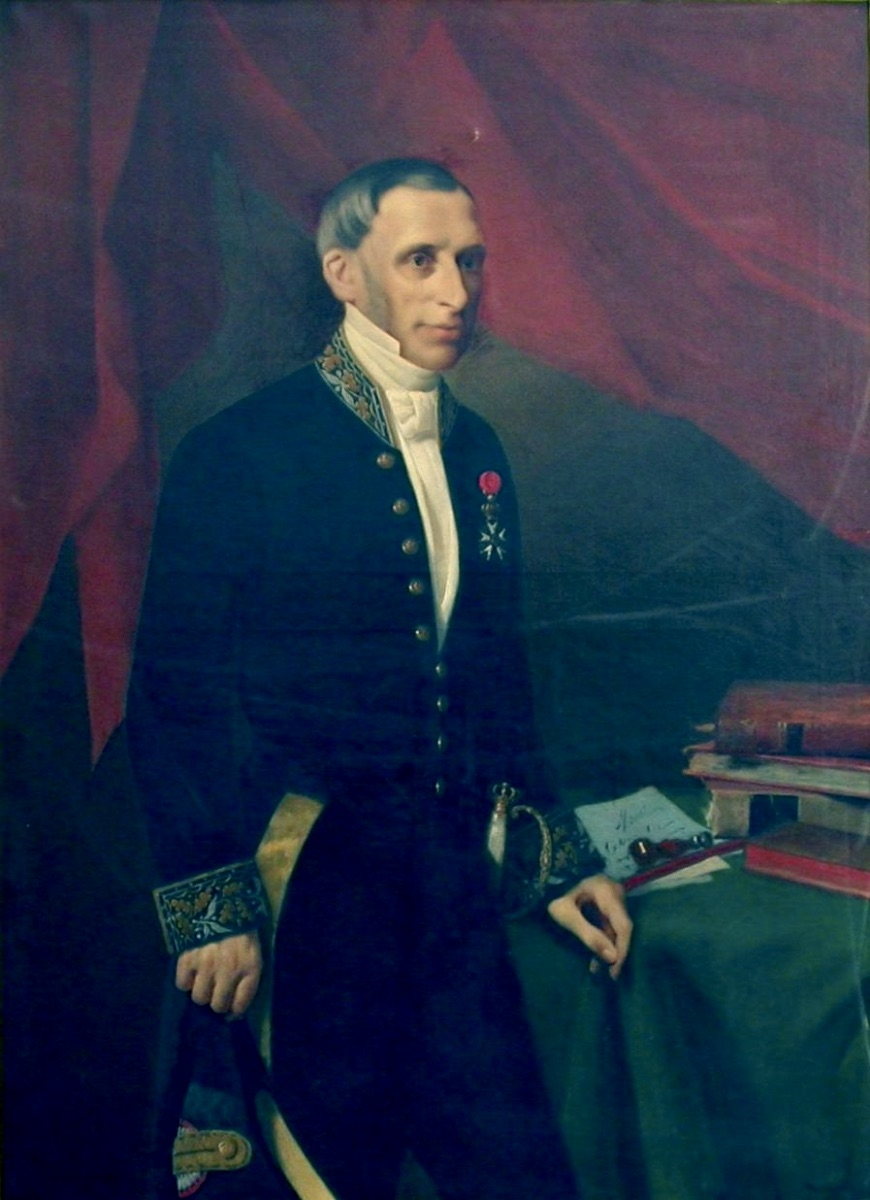
Nicolas-Henri Carteret (ehemaliger Bürgermeister von Reims), vor 1864

Sein Porträt von Nicolas Henri Carteret (gemalt zwischen 1861 und 1864) befindet sich im Musée des Beaux-Arts de Reims.
Seine Werke sind nicht in den großen Museen wie dem Musée d’Orsay zu finden. Dank der Bemühungen des Musée Alfred-Danicourt, das Künstler der Haute-Somme und der Schule von Péronne, darunter Louis Debras, ausstellt, ist sein Werk jedoch nicht völlig in Vergessenheit geraten. Man zählt ihn zu den „petits maîtres“ (Kleinmeister), wie die weniger bekannten Maler des 19. Jahrhunderts genannt werden. Sein künstlerischer Nachlass wurde 1899 in Paris versteigert.
Im Jahr 2011 fand im Musée Alfred-Danicourt in Péronne eine Ausstellung über die vergessenen Maler und Bildhauer der Haute-Somme statt (u. a. mit Werken von Francis Tattegrain, Hector Crinon und Auguste Dehaussy).